# José Mariano Melgarejo

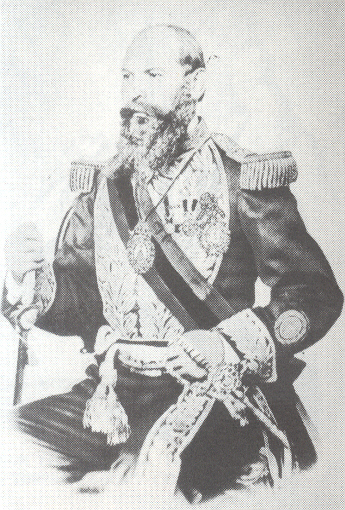
José Melgarejo (1820–1871), 19. Präsident Boliviens

José Manuel Mariano Melgarejo Valencia (* 13. April 1820 in Tarata; † 23. November 1871 in Lima) war ein bolivianischer Offizier und Politiker. Vom 28. Dezember 1864 bis 15. Januar 1871 amtierte er als 19. Staatspräsident.

## Leben
Melagarejo wurde am 13. April 1820 als uneheliches Kind eines europäischstämmigen Bolivianers und einer Indígena in der Umgebung von Cochabamba geboren.
Dank seiner geschickten politischen Wendigkeit machte er im Militär rasch Karriere. 1854 war er an einer Revolte gegen Präsident Manuel Isidoro Belzu (1808–1865) beteiligt, wurde des Hochverrats angeklagt, am Ende jedoch freigesprochen. Er unterstützte die nachfolgenden Diktatoren, bevor er im Dezember 1864 gegen den Militärdiktator José Maria de Achá erfolgreich putschte und selbst Präsident wurde.
Als Präsident stand er zwar in der Tradition der lateinamerikanischen Caudillos des 19. Jahrhunderts, sah aber die Notwendigkeit der politischen und ökonomischen Modernisierung Boliviens. Ein Dorn im Auge war ihm der gemeinschaftliche Landbesitz der Indios, teilweise ein Erbe der Jesuitenreduktionen des 18. Jahrhunderts. So erließ er bei seinem Amtsantritt ein Gesetz, das die Registrierung und die Bezahlung des indianischen Landbesitzes innerhalb einer Frist von sechzig Tagen vorsah, was zu gewalttätigen Protesten der indigenen Bevölkerung führte. Nutznießer der Maßnahme waren vor allem die Großgrundbesitzer, die ihren Besitz auf diese Weise legal arrondieren konnten.
Außenpolitisch einigte er sich mittels Verträgen in Fragen der Grenzziehung mit dem Kaiserreich Brasilien im Amazonasbecken und dem südlichen Nachbarland Chile in der Pazifikregion. Vor allem letzterer Vertrag, der die gemeinsame Grenze in der Atacamawüste auf dem 24. Breitengrad und eine gemeinschaftliche Ausbeutung der dort vorkommenden natürlichen Ressourcen vorsah, legte einen der Grundsteine für den von 1879 bis 1884 zwischen Bolivien und Peru auf der einen und Chile auf der anderen Seite ausgefochtenen Salpeterkrieg.
1871 wurde Melgarejo von unzufriedenen Indios gemeinsam mit einem Teil der enttäuschten Oberschicht gestürzt und auf der Flucht ermordet.